# Volendam

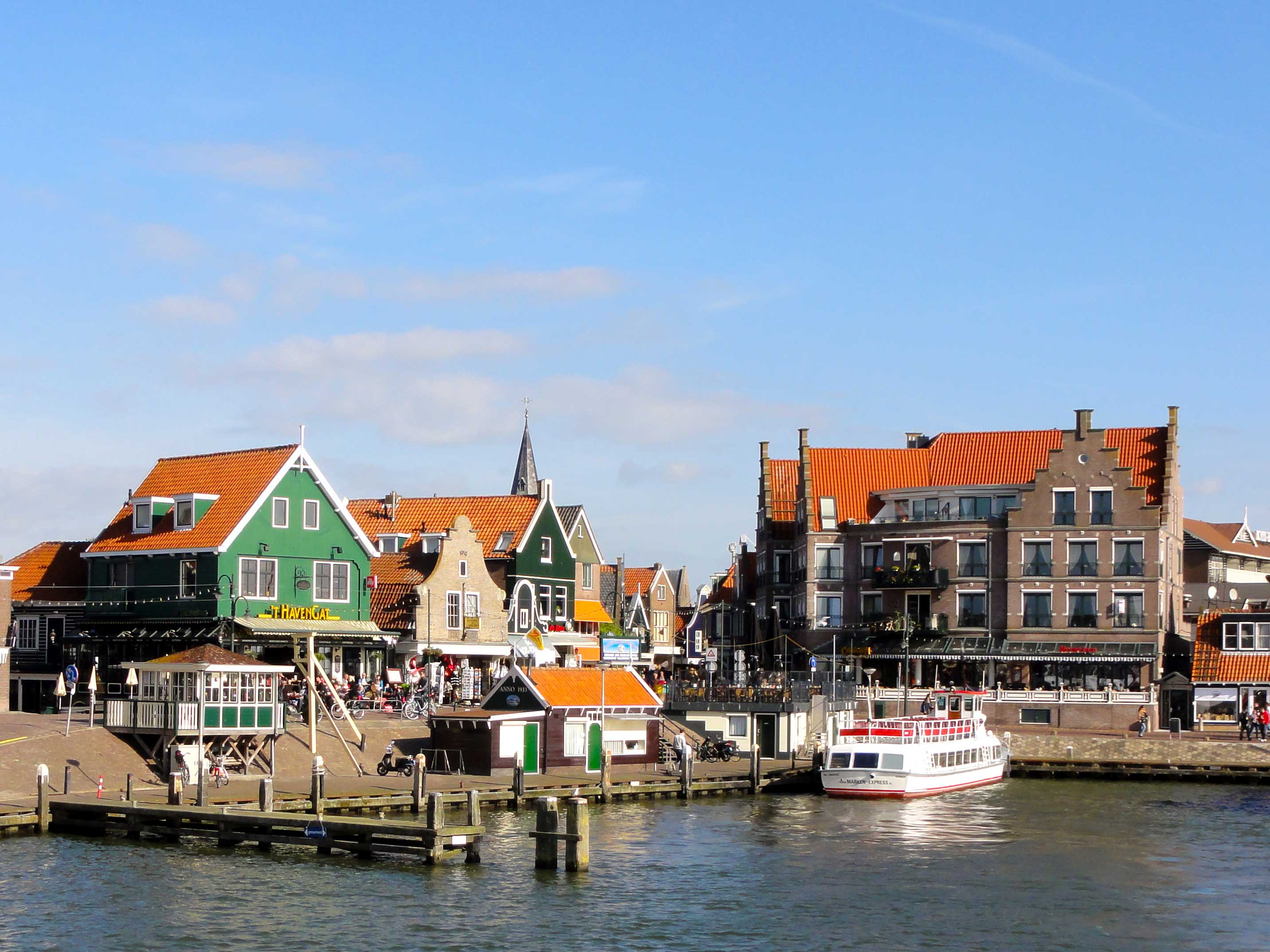
Veduta del porticciolo di Volendam

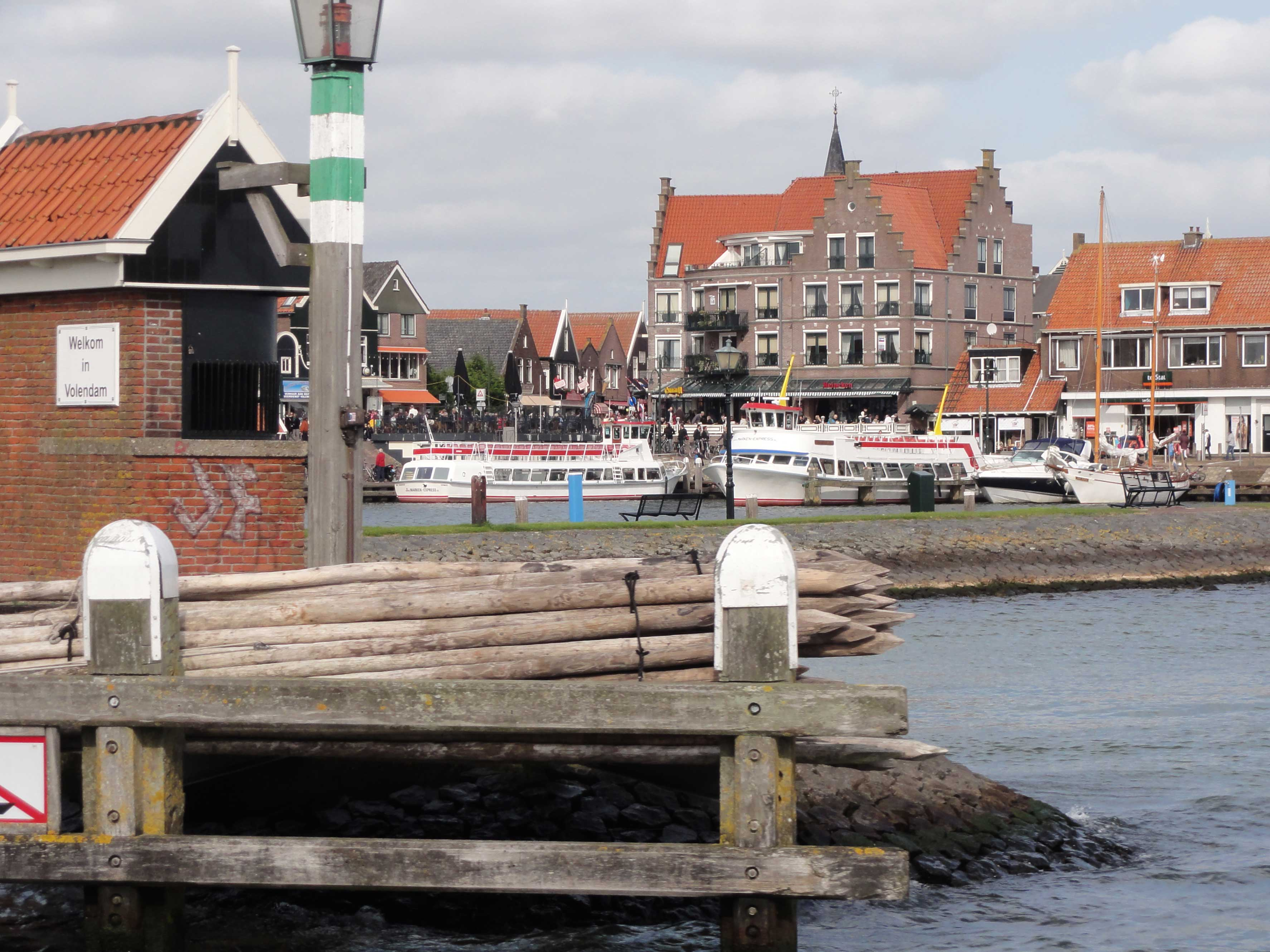
Altra immagine del porticciolo

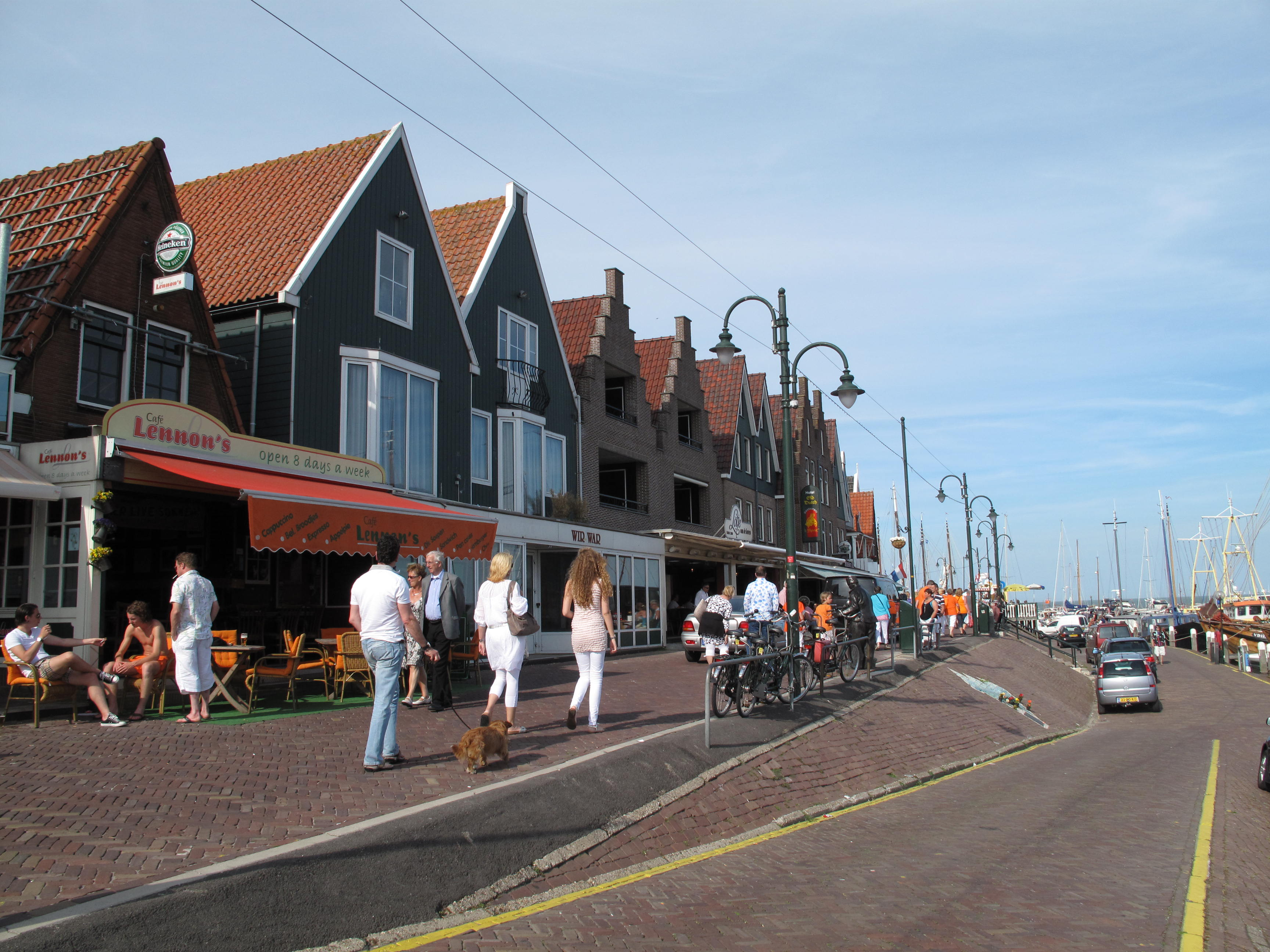
La via che costeggia il porto

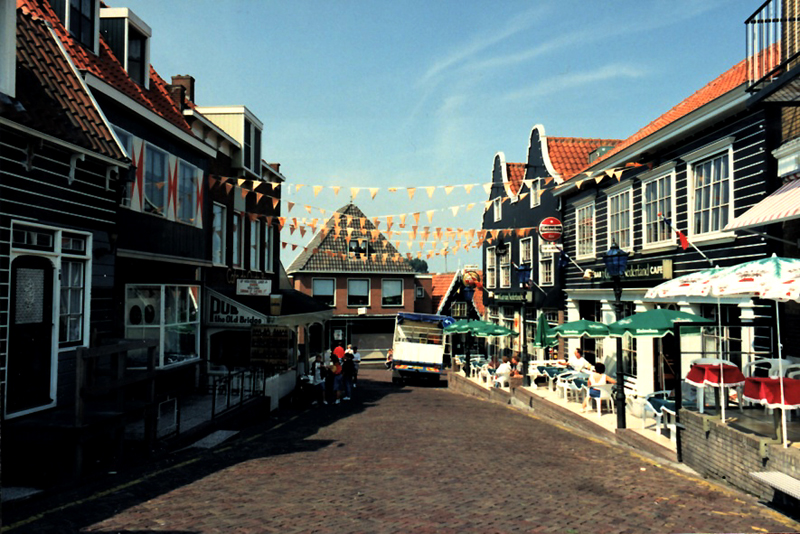
Edifici lungo la via principale della zona del porto

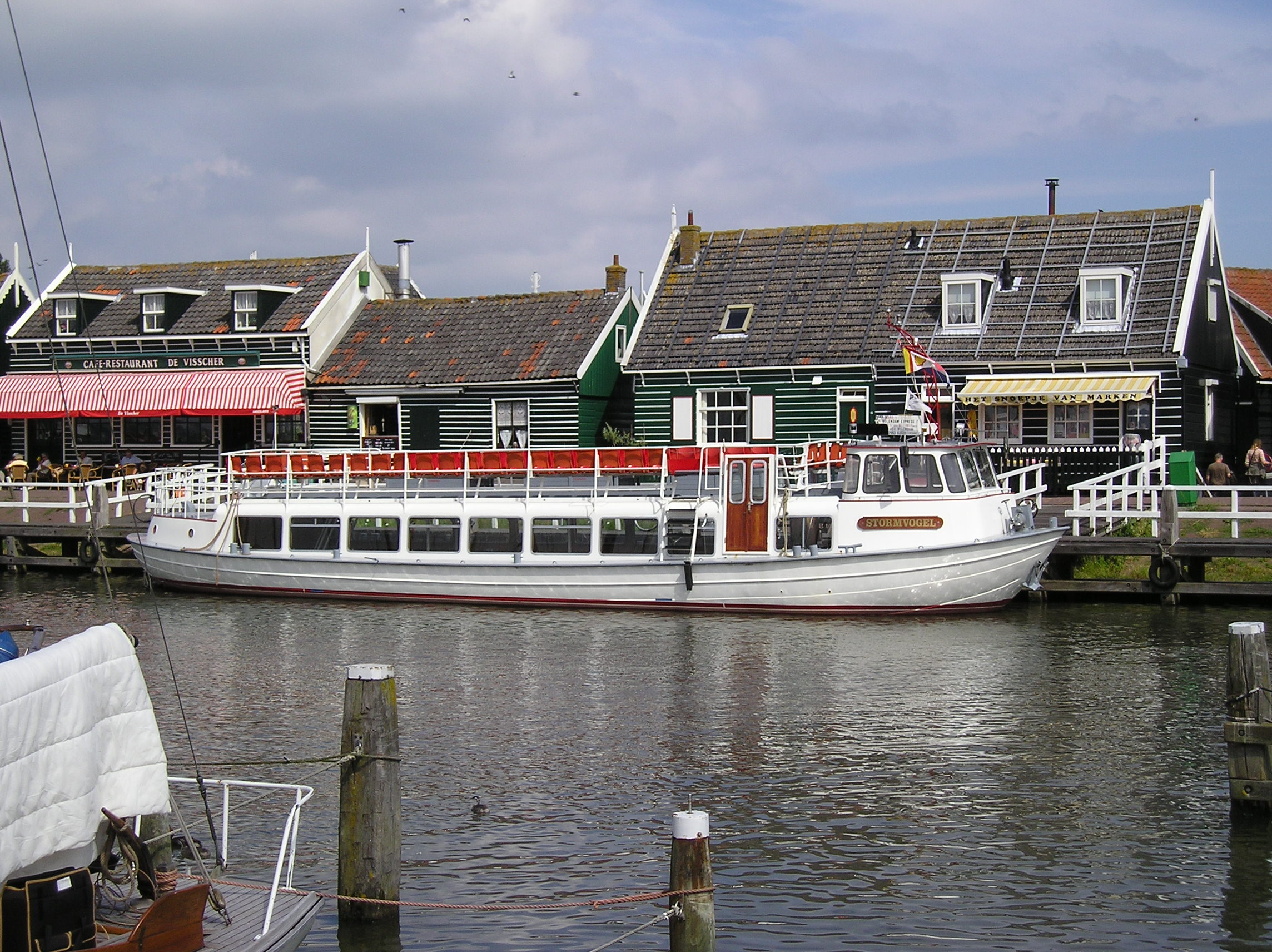
Imbarcazione

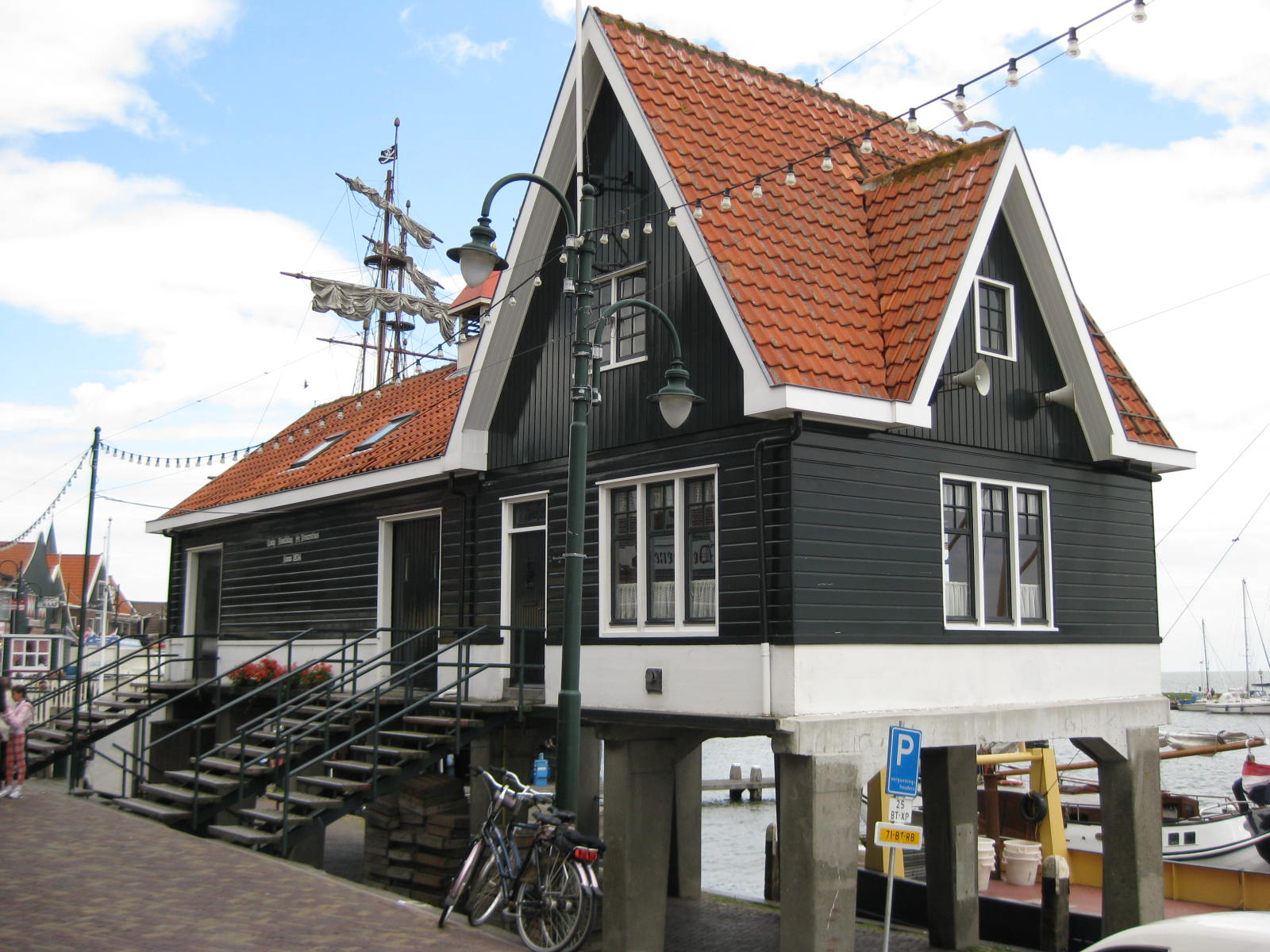
Edificio dove viene macellato il pesce

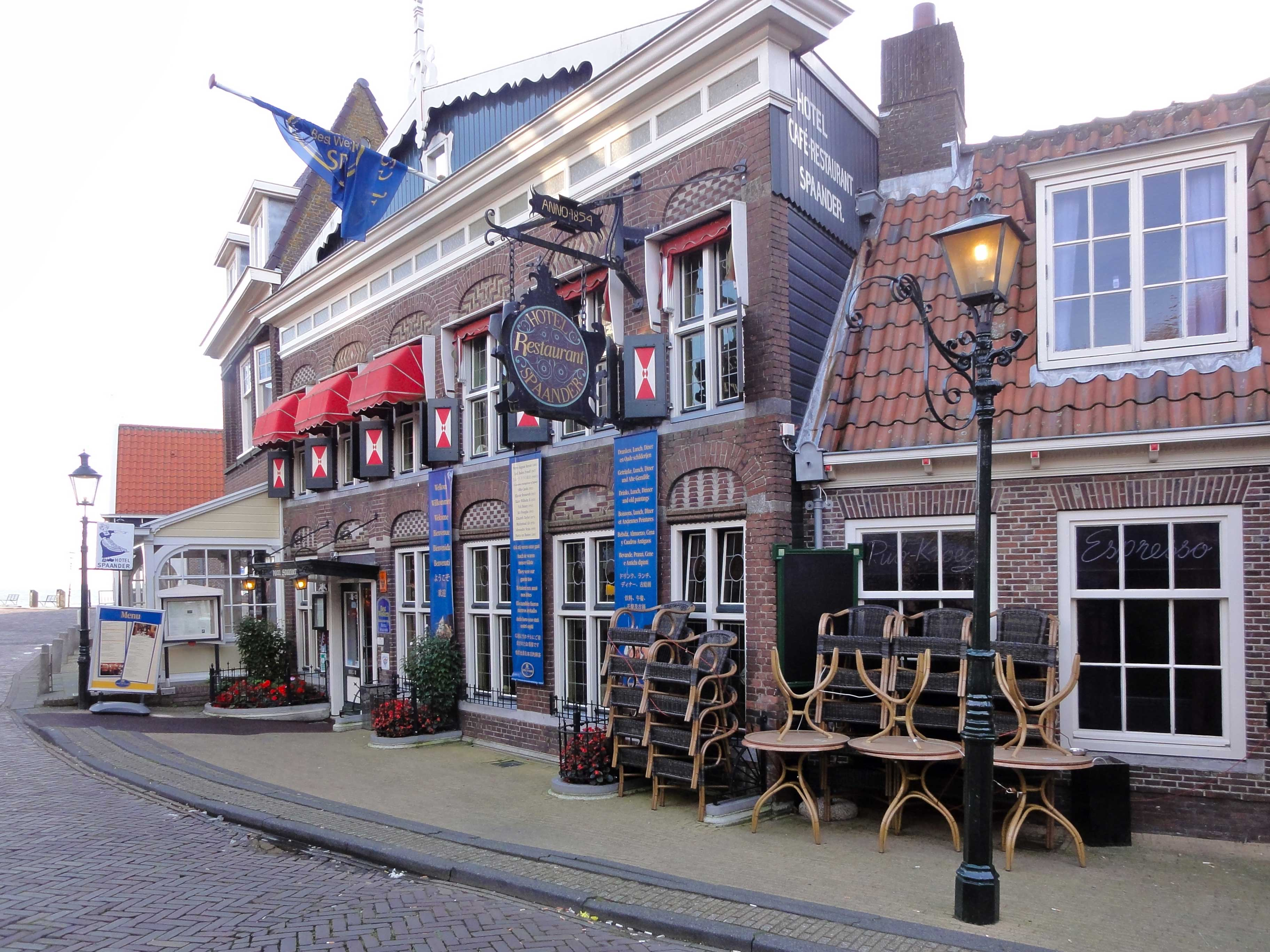
L'Hotel Spaander, abituale alloggio per gli artisti che soggiornarono a Volendam tra la fine dell'Ottocento e l'inizio del Novecento

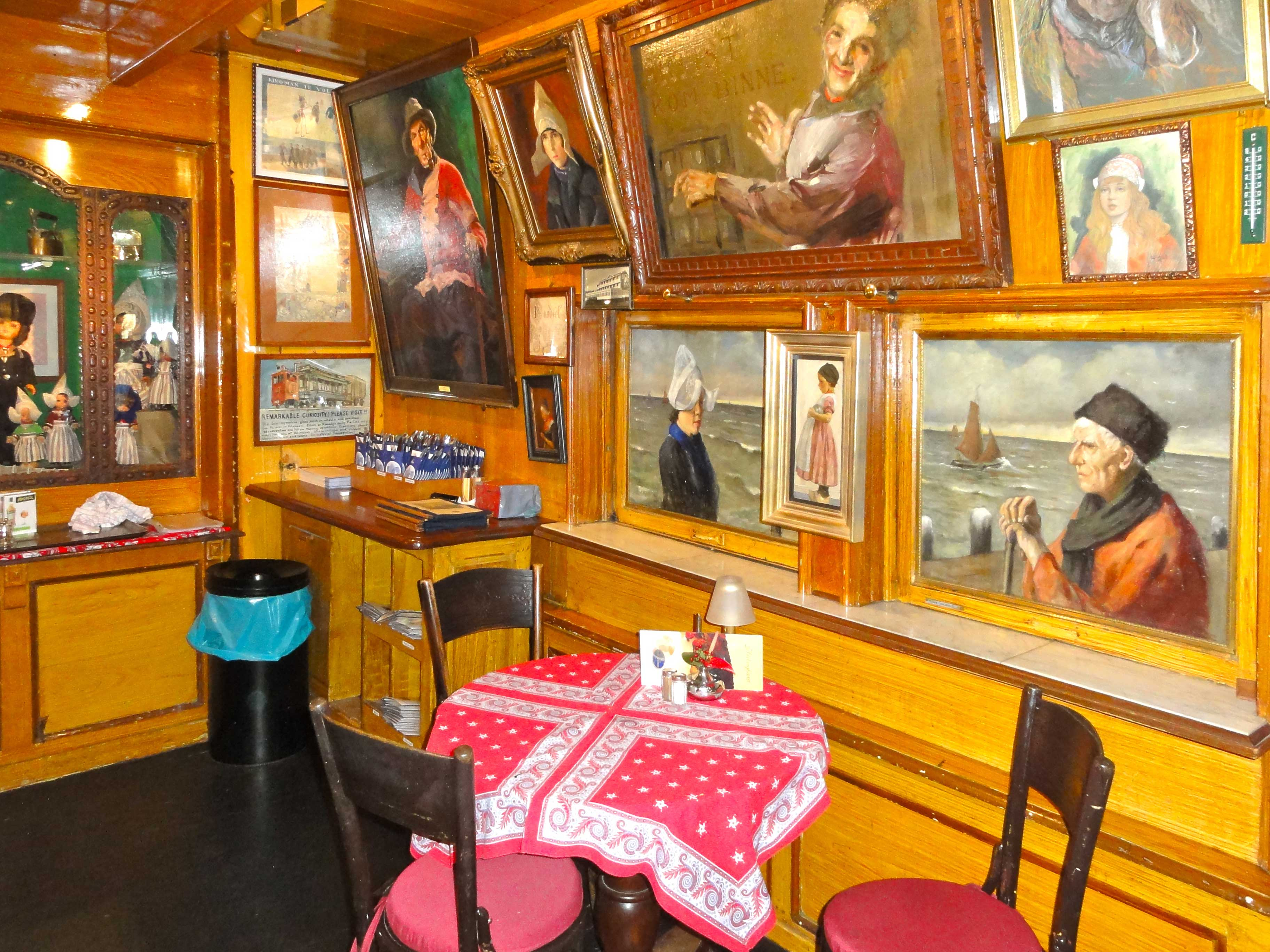
Gli interni dell'Hotel Spaander, con i muri tappezzati di opere che ricordano la presenza degli artisti a Volendam

Volendam (22 000 ab ca.) è un villaggio e porto peschereccio della costa sud-orientale dell'Olanda Settentrionale (Paesi Bassi), situato nella regione del Waterland e affacciato sul Gouwzee, parte del Markermeer, vale a dire il tratto meridionale dell'IJsselmeer (ex-Zuiderzee, Mare del Sud). Dal punto di vista amministrativo, si tratta di una frazione del comune di Edam-Volendam (fino al 1974 chiamato solamente Edam).
È una delle località più visitate dei Paesi Bassi.

## Geografia fisica
Volendam si trova tra Edam e Monnickendam (rispettivamente a sud/sud-est della prima e a nord/nord-est della seconda), a circa 20 km a nord/nord-est di Amsterdam.

## Origini del nome
Il villaggio deve il proprio nome dalla diga (in olandese: dam) che nel 1357 separò il Per-Ye dal mare. La prima parte del toponimo è forse da ricondurre al termine in dialetto Zaans vold, riconducibile a sua volta al verbo vollen "riempire", e da cui si sono ricostruite le ipotetiche forme originarie vollen(de)dam o voldendam.

## Storia

### Dalla fondazione al XIX secolo
La storia di Volendam iniziò con la costruzione, nel 1357, di una diga che collegava Edam con il Purmermeer, lungo la quale furono costruite alcune case.
Per i cinque secoli successivi, Volendam rimase tuttavia poco più che un isolato villaggio di pescatori.

### Fine XIX-Inizi XX secolo: Volendam e gli artisti
Tra il 1874 e il 1914, Volendam divenne una meta prediletta dai pittori.

Tale moda si sviluppò in particolare grazie ai racconti del pittore francese Henry Havard, che sostò nel villaggio nel 1883 durante un viaggio in barca sullo Zuiderzee. In seguito, fecero sosta a Volendam pittori quali Paul Signac, Theo van Rijsselberghe, Wilm Wouters, Georg Hering e George Clausen: principale luogo di soggiorno di questi artisti era l'Hotel Spaander, al nr. 15 della zona del porto
Fu proprio grazie all'avvento degli artisti che Volendam conobbe una nuova nomea, iniziando a svilupparsi come meta turistica.

### La tragedia della notte di Capodanno del 2001
Nella notte tra il 31 dicembre 2000 e il 1º gennaio 2001, il villaggio di Volendam fu sconvolto da una terribile tragedia: la morte di 14 persone (soprattutto giovani) e il grave ferimento di altre 180 nell'incendio che distrusse il Café 't Hemeltje, il più grande locale cittadino, durante i festeggiamenti per l'arrivo del nuovo anno. L'incendio si sarebbe sprigionato dalle decorazioni natalizie.
|  |  |

### Simboli
Nello stemma di Volendam sono raffigurati un puledro e un pesce.
Tale raffigurazione si rifà ad una leggenda che racconta che una notte uscì dalle acque un cavallo con un pesce ancora vivo in bocca, che poi lo stesso cavallo lanciò ad alcune contadine impegnate a lavorare il fieno. Tra queste, vi era anche Lysje, che continuò a sognare il cavallo anche nei giorni successivi: qualche giorno dopo, il cavallo tornò portando a Lysje ancora del pesce, prima di scomparire insieme a lei tra le acque.

## Monumenti e luoghi d'interesse
La via principale della zona del porto si caratterizza per i numerosi edifici con facciate e frontoni in legno.
Dietro alla via principale della zona del porto si trova l'area chiamata Doolhof (letteralmente: "labirinto"), caratterizzata da stretti canali e stradine dietro le chiuse.

### Architetture religiose

#### Stolphoeverkerk
La Stolphoeverkerk è una delle quattro chiese di Volendam: fondata nel 1658, è la più antica chiesa del villaggio.

#### Chiesa di San Vincenzo
La seconda chiesa più antica di Volendam è la Chiesa di San Vincenzo (Sint-Vincentiuskerk), fondata nel 1860.

## Società

### Lingue e dialetti

#### Il dialetto di Volendam
A Volendam si parla un dialetto particolare che si inserisce nel gruppo dei cosiddetti "dialetti del Waterland".

### Religione
La popolazione di Volendam è prevalentemente cattolica.

### Tradizioni e folclore

#### Il costume tradizionale di Volendam
Durante i giorni festivi, gli abitanti di Volendam indossano il loro costume tradizionale.
Il costume tradizionale degli uomini è costituito da maglione in jersey e pantaloni a sbuffo, quello delle donne da cuffietta in pizzo e vestito a fiori con grembiule a righe e collana di corallo.
|  |  |

## Cultura

### Musei

#### Volendams Museum
Il Volendams Museum è un museo sulla cultura locale inaugurato nel 1991, che espone, tra l'altro, abiti tradizionali e una collezione di sigari.

### Musica
Volendam è la "patria" del cosiddetto palingsound, un genere musicale che ha avuto come esponenti cantanti e gruppi quali The Cats (con Piet Veerman), Maribelle, Jan Akkerman, Anny Schilder, Martine Bond, Nick & Simon, la BZN, i Left Side, i 3JS, Tol & Tol, i Next One, ecc.

### Eventi
A Volendam si svolge una fiera annuale le cui origini risalgono almeno al 1780. Questa fiera si aggiudicò nel 2005 il N.K.B. Kermisprijs.
|  |

## Economia
Un tempo, la principale forma di sostentamento della popolazione di Volendam era la pesca.
Ora la principale risorsa economica della cittadina è rappresentata dal turismo.

## Infrastrutture e trasporti
Da marzo a settembre, un traghetto, il Marken Express, collega Volendam all'ex-isola di Marken.

## Sport
- FC Volendam, squadra di calcio[21]
- RKAV Volendam, squadra di calcio[22]